# 雪卡尔

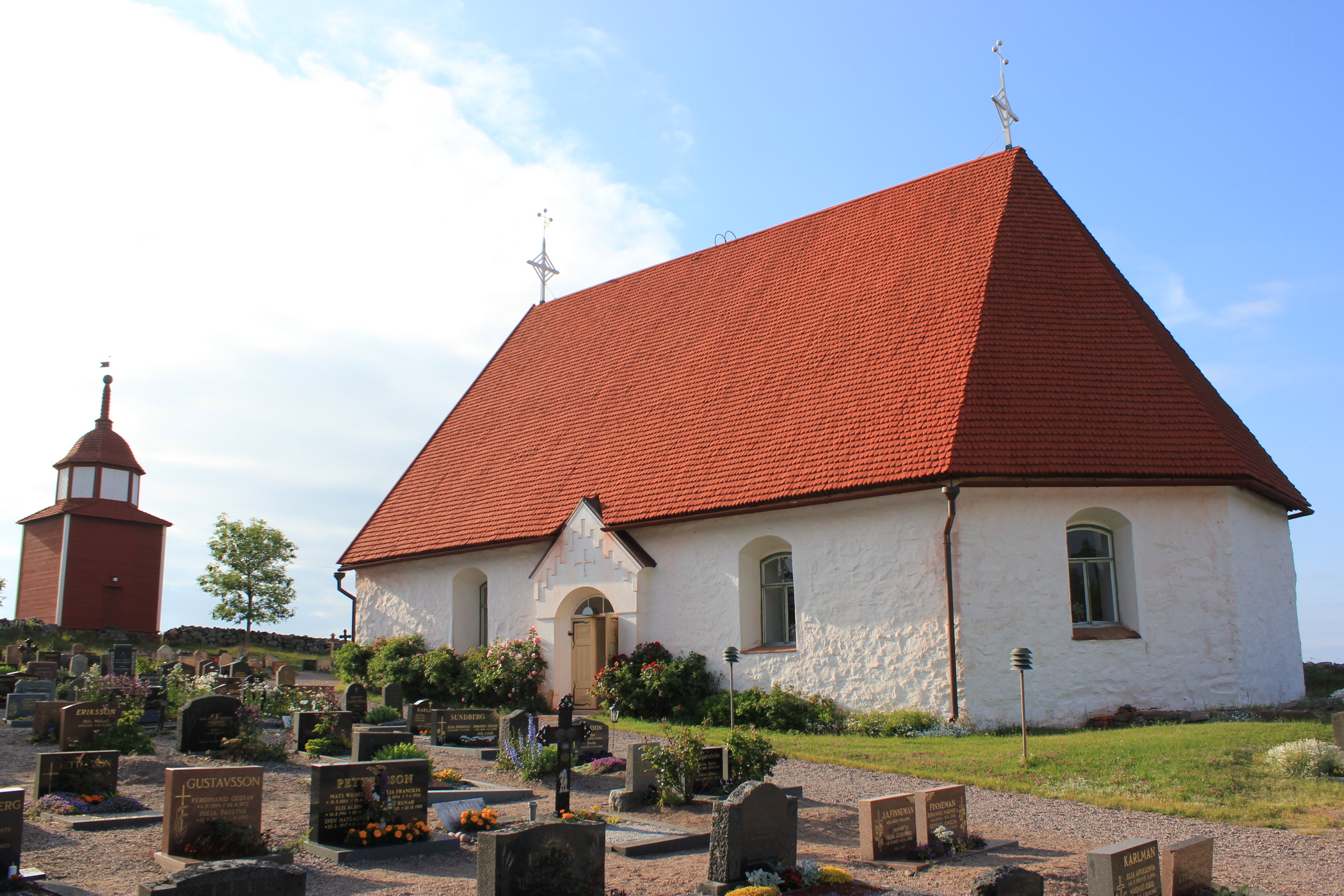
雪卡尔教堂

雪卡尔（瑞典語：Kökar）是芬蘭的市镇，由奧蘭群島負責管轄，面積2,165.01平方公里，該地區自超過3,000年前有人類居住，2013年人口244，人口密度為每平方公里3.84人。

## 外部連結
- 雪卡尔市镇官方网站 （瑞典文） （文） （英文）